# 竹下健人
竹下 健人（たけした けんと、1993年5月23日 - ）は、日本の俳優。大阪府出身。ワタナベエンターテインメント関西事業本部所属。劇団Patch 1期生。

## 経歴
2012年、「Patch」第一期オーディションを約3000人の中から選ばれ、劇団Patch 1期生として入団する。同年、劇団Patch 旗揚げ公演『OLIVER BOYS』に主演出演、これが初舞台となる。
その後、劇団Patchのメンバーとして活躍しながら、テレビや映画出演など多岐にわたり活躍する。
2014年、ピースピットVOL.18『れみぜやん』が劇団外での初舞台出演。

## 人物
大阪府門真市出身。身長175cm。A型。チャームポイントは、眉毛。
門真市立第七中学校、大阪府立芦間高等学校、龍谷大学経済学部卒業。高校時代は空手部であり、部長をつとめた。
特技は空手の型、殺陣。
趣味は空手、散歩、歌、ゲーム、関節のポキポキ。緊急事態宣言などでの外出自粛の際には、お菓子作りを行い、YouTubeやTwitterなどで披露している。
好きな物はオムライスと特撮ヒーロー(主に戦隊もの、仮面ライダー、ウルトラマン)、ジャニーズ(主に嵐)、MARVEL作品、古着。  
メンバーからは「デビュー当時から唯一、顔が変わらない」と言われ、コンビニなどで未だに年齢確認をされることがあるという。

## 出演

### 舞台

#### 劇団Patch関連
- 劇団Patch旗揚げ公演『OLIVER BOYS』（2012年10月4日 - 5日、ABCホール）
- Patch stage vol.2『巌窟少年』（2013年3月29日 - 31日、ABCホール） - ガフ 役
- Patch stage vol.3『白浪クインテット』（2013年10月11日 - 14日、ABCホール） - 忠信利平 役
- Patch stage vol.4『破壊ランナー』（2014年3月6日 - 9日、ABCホール） - 豹二郎ダイアモンド 役
- Patch8番勝負 其の壱『11人の嫉妬する男たち〜11 JEALOUS MEN〜』（2014年5月18日 - 19日、森ノ宮ピロティホールサブホール）
- Patch8番勝負 其の弐『殺人の原稿犯で逮捕します』（2014年6月22日、森ノ宮ピロティホールサブホール）
- Patch8番勝負 其の参『森ノ宮演出家連続殺害事件』（2014年7月27日、森ノ宮ピロティホールサブホール）
- Patch8番勝負 其の四『ダークナイトストーリー〜黒騎士と白騎士〜』（2014年8月23日、森ノ宮ピロティホールサブホール）
- Patch8番勝負 其の五『逆さの鳥』（2014年9月29日 - 30日、森ノ宮ピロティホールサブホール）
- Patch8番勝負 其の六『沈黙のZOO』（2014年10月28日 - 29日、森ノ宮ピロティホールサブホール）
- Patch8番勝負 其の七『筋肉少年』（2014年11月19日 - 20日、森ノ宮ピロティホールサブホール）
- Patch stage vol.5『観音クレイジーショー』（2014年12月24日 - 30日、independent theater 2nd） - 後妻光太 役
- Patch stage vol.6『SPECTER』（2015年3月18日 - 22日、ABCホール） - クラナッハ 役
- Patch stage vol.7『幽悲伝』2015年12月19日 - 20日、森ノ宮ピロティホール） - 出雲 役
- Patch stage vol.8 浮世戯言歌劇『磯部磯兵衛物語～浮世はつらいよ～』高尾山地獄修業編（2016年4月20日 - 25日、ABCホール） - 宮本武蔵 役
- Patch stage vol.9『磯部磯兵衛物語～浮世はつらいよ～天晴版』（2016年10月20日 - 25日、ABCホール） - 服部半端 役
- Patch stage vol.10『羽生蓮太郎』（2017年4月20日 - 24日、independent theater 2nd） - 蛍原康 役(日替わり)
- 平成29年度演劇鑑賞会 劇団Patch特別公演『大阪ドンキホーテ 〜スーパースター Patch ver.〜』(2018年3月23日 - 24日、大阪市中央公会堂) - 尾藤、ツルトラマン 役ほか
- Patch stage vol.12『ボクのシューカツ。』（2018年10月31日 - 11月4日、大阪：HEPホール/2018年11月15日 - 17日、東京：博品館劇場） - 三輪 役
- Patch × TRUMP series 10th ANNIVERSARY『SPECTER』（2019年3月29日 - 3月31日、大阪：森ノ宮ピロティホール/2019年4月19日 - 21日、東京：本多劇場） - 石舟 役
- Patch stage vol.13『カーニバル！カーニバル！カーニバル！カーニバル！カーニバル！カーニバル！カーニバル！カーニバル！カーニバル！カーニバル！カーニバル！カーニバル！カーニバル！』（2019年10月31日 - 11月3日、東京：シアターサンモール/2018年11月6日 - 10日、大阪：ABCホール） -  諸葛亮孔明 役
- カンテレ×劇団Patchプロジェクト 音楽朗読劇『マインド・リマインド～I am…～』（2020年12月26日 - 27日、大阪：サンケイホールブリーゼ/2021年1月28日 - 31日、東京：紀伊国屋サザンシアターTAKASHIMAYA）
- Zoom生演劇『ロックダウンスパイ』（2020年5月29日 - 6月26日） - ヨシコ役
- Zoom怪談「彼岸百物語」劇団Patch vs 中山市朗（2021年9月24日 - 9月26日）

#### 他作品
- ピースピットVOL.18『れみぜやん』(2014年1月23日 - 27日、ABCホール)
- 吉本新喜劇 佐藤太一郎企画その8『風のピンチヒッター'14』（2014年6月25日 - 28日、道頓堀ZAZA HOUSE）
- 『マンガロ〜集団漫画朗読〜』（2014年11月23日 - 24日、common cafe）
- 劇団赤鬼20周年記念夏公演『キャンディ遊園地、1705。』(2015年7月17日 - 19日、神戸アートビレッジセンター)
- 舞台『だ〜てぃ〜び〜 -汚れたテレビ-』(2016年8月18日 - 22日、ABCホール) - 嘉手苅（気象予報士） 役
- 『久馬歩責任編集 月刊コント聖夜号』(2016年12月23日、よしもと漫才劇場)
- 舞台『刀剣乱舞』外伝 此の夜らの小田原（2017年11月23日、小田原城。新小田原城来場者100万人達成記念として一夜限りの公演）[5] - 藤原在吉 役
- 劇団ショウダウンpresents『レインメーカー』(大阪公演)(2018年4月20日 - 22日、TORII HALL)
- ナイスコンプレックスプロデュース#2『えんとつ町のプペル』(2018年12月5日 - 9日、調布市せんがわ劇場)
- 東阪二都市ツアー2019劇団壱劇屋『Pickaroon！』(2019年7月5日 - 7日、大阪:ABCホール/2019年7月26日 - 29日、東京:シアターグリーンBIG TREE THEATER)
- ナイスコンプレックスプロデュース#3『12人の怒れる男』(2019年7月17日 - 21日、東京:TACCS1179/2019年8月2日 - 4日、大阪:インディペンデントシアター2nd)
- 舞台『まわれ！無敵のマーダーケース』(2019年12月20日 - 25日、恵比寿・エコー劇場) - 広野(劇団員) 役
- スプリングマン『弁当屋の四兄弟 -令和二年版-』(2020年1月31日 - 2月2日、吉祥寺シアター) - 源龍盛 役
- ナイスコンプレックスプロデュース#4『えんとつ町のプペル』(東京公演のみ)(2020年2月21日 - 25日、王子ベースメントモンスター)- スコップ 役
- ナイスコンプレックスプロデュース#5『12人の怒れる男』(大阪公演のみ)(2020年8月14日 - 16日、ABCホール)
- 劇団壱劇屋×ぴあ『BLACK SMITH』振替公演(2021年2月19日 - 21日、大阪ビジネスパーク円形ホール)
- ナイスコンプレックスプロデュース#6『12人の怒れる男』(2021年7月30日 - 8月1日、大阪:大阪市立芸術創造館/2021年8月12日 - 15日、東京:赤坂RED/THEATER) - ［Bチーム］陪審員11号 役
- モトキカク 第1回公演『班女』〜三島由紀夫・近代能楽集より〜 吉雄役(2022年1月15日（土）・16日（日）)扇町Bodaiju Cafe
- 映像劇団テンアンツ第48回公演『コオロギからの手紙』 島健治役(2022/02/07 (月) ～ 2022/02/14 (月)ABCホール)
- 演劇ユニットユニットブッカーズ『サンブンノイチ』カジ役(2022/07/15 (金)～2022/07/18 (月)劇場 神戸三宮シアター・エートー)
- モトキカク『蘇る魚たち』（2024年6月5日 - 9日、扇町ミュージアムキューブ CUBE03 / 6月20日 - 23日、王子小劇場）[6]
- 松竹創業130周年記念『大阪は踊る！』（2025年10月4日 - 12日〈予定〉、大阪松竹座） - 篠原匠 役[7]

### テレビドラマ
- ノーコン・キッド 〜ぼくらのゲーム史〜#05（2013年11月1日、テレビ東京）
- NHK連続テレビ小説（NHK）
  - あさが来た 第9話 - 第155話（2015年10月7日 - 2016年4月1日） - 弥七 役
    - あさが来たスピンオフ 割れ鍋にとじ蓋（2016年4月23日、NHK BSプレミアム）

  - ブギウギ（2024年） - 羽鳥カツオ（青年期） 役　
  - おむすび（2024年） - 加藤巡査 役
- 僕と私の、ひらパー姉さん（2016年1月8日、ABC） - 上杉 役
- BS時代劇（NHK BSプレミアム）
  - 伝七捕物帳 第5話（2016年8月12日） - 万次郎 役
  - 雲霧仁左衛門3 第5回（2017年2月3日）
- 金曜8時のドラマ「石川五右衛門」第7話 - 第8話（2016年8月26日 - 9月2日、テレビ東京） - 青龍 役
- 水戸黄門 第1話（2017年10月4日、BS-TBS） - 宇吉 役
- ドラマ10「女子的生活」第4話（2018年1月26日、NHK総合）
- 池波正太郎時代劇 光と影  第12話「仇討ち夢中男」（2018年3月13日、BSジャパン）
- 科捜研の女（テレビ朝日）
  - Season19 第19話（2019年11月7日） - 庄司研作 役
  - Season20 第5話（2020年11月19日） - 小田健二 役
  - Season21 第2話（2021年10月28日） - 坪倉隆 役
- 探偵・由利麟太郎（2020年6月16日 - 7月14日、関西テレビ・フジテレビ） - 刑事 役
- DIVER-特殊潜入班- 第1話（2020年9月22日、関西テレビ・フジテレビ） -  受け子をさせられる大学生 役
- 土曜ドラマ「六畳間のピアノマン」第2話（2021年2月13日、NHK総合） - 皆川猛 役
- 激突!合戦将棋「賤ヶ岳の戦い」（2023年4月20日、NHK大津 / 6月15日、NHK総合（関西地区） / 8月3日、NHK総合（全国）） - 織田信孝 役
- ロンダリング 第3話（2025年7月18日、関西テレビ・フジテレビ） - 保掛元久 役[8]

### その他テレビ
- 音楽番組『SPICE MUSIC-STRONG-』(2017年7月3日 - 2018年3月30日、MBS) - MC

### 映画
- 僕は友達が少ない（2014年2月1日公開）
- 合葬（2015年9月26日公開） - 隊士 役

### ラジオドラマ
- FMシアター（NHK-FM）
  - 『♯鍵アカの中のサチコ』（2019年6月8日） - 田中由真 役[9]
  - 『春山家サミット』（2024年11月30日）[10]